# S러버
《S러버》(영어: Spread)는 2009년 공개된 미국의 섹스 코미디 영화이다.

## 출연
- 애슈턴 쿠처
- 앤 헤이치
- 마르가리타 레비예바
- 세바스티안 스탄
- 애슐리 존슨
- 레이철 블랜처드
- 소니아 록웰
- 에릭 밸포
- 하트 보크너
- 마리아 콘치타 알론소
- 리브 카니

## 기타 제작진
- 라인 제작: 마크 모랜
- 협력 제작: 엘리엇 코프먼, 캐린 스펜서 머피
- 배역: 데이비드 루빈, 리처드 힉스
- 미술: 캐벗 맥멀런
- 세트: 베스 우크
- 의상: 루스 카터